# Сатыбалдиев, Марат Куанбаевич
Марат Куанбаевич Сатыбалдиев (род. 22 апреля 1962 года) — советский велогонщик. Заслуженный мастер спорта СССР (1989).

## Карьера
Чемпион мира 1989 года в групповой гонке на 150 кругов с 30 промежуточными финишами.
Чемпион СССР 1989 года в групповой гонке на 150 кругов с 30 промежуточными финишами.
Выпускник Казахского ГИФК.